# Oláh Jolán
Oláh Jolán (névváltozat: (f) Oláh Jolán; Salgótarján, 1932. március 12. − Salgótarján, 2005. november 2.) roma származású magyar autodidakta festőművész, népi és naiv művész, nőábrázoló festő. Balogh Balázs András festő volt a férje.

## Életútja, munkássága
Salgótarjánban a pécskői cigány-dombon született, iskolába nem tudott járni, betegeskedő édesanyja mellett kilenc kisebb testvérét gondozta. Álmai voltak, cirkuszban szeretett volna szerepelni, balerinának tanulni és nagyon szeretett rajzolni is, sőt agyagszobrokat is készített. Felnőtt korában tanult meg írni-olvasni férjétől és gyermekeitől, férjével együtt négy gyermeküket nevelték fel. Felnőttként bányában dolgozott, mint rakodómunkás, 1970-ben szívbetegsége miatt rokkant-nyugdíjba került, ekkor kezdett el festeni. Első rajza 1972-ben született meg, egy Szűz Mária kép. Legfőbb témájává a női portrék ábrázolása vált, eleinte előrajzolta a portrékat, s utána olajjal megfestette, pénzhiány miatt nem vászonra, hanem farostra. Állatábrázolásaira Földi Péter somoskőújfalui festő munkái hatottak. Nagy örömöt jelentett számára a festés, első önálló kiállítása 1985-ben a kecskeméti Naiv Művészeti Múzeumban volt, állandó kiállítás keretében ma is vannak ott képei. Élete utolsó szakaszában, betegségének előrehaladtával csak ceruzarajzokat készített, azokat könnyebben tudta kiszínezni a betegágyban.
A nőábrázolás teszi egyedivé az ő festészetét, tehát nem egyszerűen népi vagy naiv festő, hanem nőábrázoló festő. Egész alakos nőfiguráit a legkülönbözőbb helyzetekben mutatja be, várakozás közben, vagy a szivárványban való gyönyörködés közepette, misére való készülődés alkalmából, stb. Számos képe a roma nőábrázolásokat bemutató kiállításokon szerepelt. A 2009-es Cigány festészet című reprezentatív albumba is elsősorban nőábrázolásait válogatták be.
Halála után emlékkiállításokat rendeztek képeiből és jeles csoportos kiállításokon szerepeltették azokat.

## A 2009-es Cigány festészet c. albumban közzétett alkotásai

### Nőábrázolás
- Galambszeretet - Lány galambokkal (olaj, papír, 50x70 cm, 1989)
- Női arcok - 12 női arc : 1990-2002 (olaj, vászon; olaj, farost)
- Nőábrázolások - 6 nőcsoport : 1990-2002 (olaj, vászon; olaj, farost)
- Táncosnő (olaj, vászon, 62x153 cm, 2002)

### Életképszerű nőábrázolások
- Gyönyörködöm (olaj, farost, 50x70 cm, 1994)
- Ház mellett álló nő (olaj, farost, 60x80 cm, 2002)
- Szivárvány (olaj, farost, 50x70 cm, 1994)
- Felkészülés a misére (olaj, farost, 60x80 cm, 1990)

### Képei családokról
- A nagy család (olaj, farost, 66x52 cm, 2002)
- Anya gyermekeivel (olaj, vászon, 73x80 cm, é.n.)

### Tájábrázolás
- Magányos fa (olaj, farost, 42x50 cm, 2002)
- Templom (olaj, karton, 50x70 cm, 1994)
- Faluvég (olaj, farost, 50x70 cm, 1994)

## Kiállításai (válogatás)

### Egyéni
- 1985 • Naiv Művészek Múzeuma, Kecskemét
- 1992 • Magyar Intézet (Balogh Balázs Andrással), Párizs
- 1999 • Roma Parlament Társalgó Galéria, Budapest
- 2002 • Dorottya Galéria, Budapest
- 2005, 2006 • Emlékkiállítás, Roma Parlament, Budapest
- 2007 • Brno (Csehország)
- 2009 • Bazin (Szlovákia)

### Csoportos
- 2003 • Kortárs roma nőművészet I., Balázs János Galéria, Budapest
- 2005 • Vallásosság a roma képzőművészetben, Balázs János Galéria, Budapest • Köztetek – roma nőábrázolás, Balázs János Galéria, Budapest
- 2007 • Az emlékezés színes álmai, vándorkiállítás, Peking • Magyar Nemzeti Galéria, Budapest
- 2008, 2009 • Az emlékezés színes álmai, vándorkiállítás, Szolnok, Eger, Pécs, Salgótarján, Miskolc, Szekszárd
- 2010 • Shukar! (=Szép) - mai modern női roma művészet, Magyar Kulturális Intézet, New York (USA)

## Művei közgyűjteményekben
- Romano Kher (Cigány Ház), Budapest
- Romart Alapítvány, Budapest
- Naiv Művészek Múzeuma, Kecskemét
- Magyar Művelődési Intézet, Budapest
- Roma Parlament, Budapest

## Emlékezete

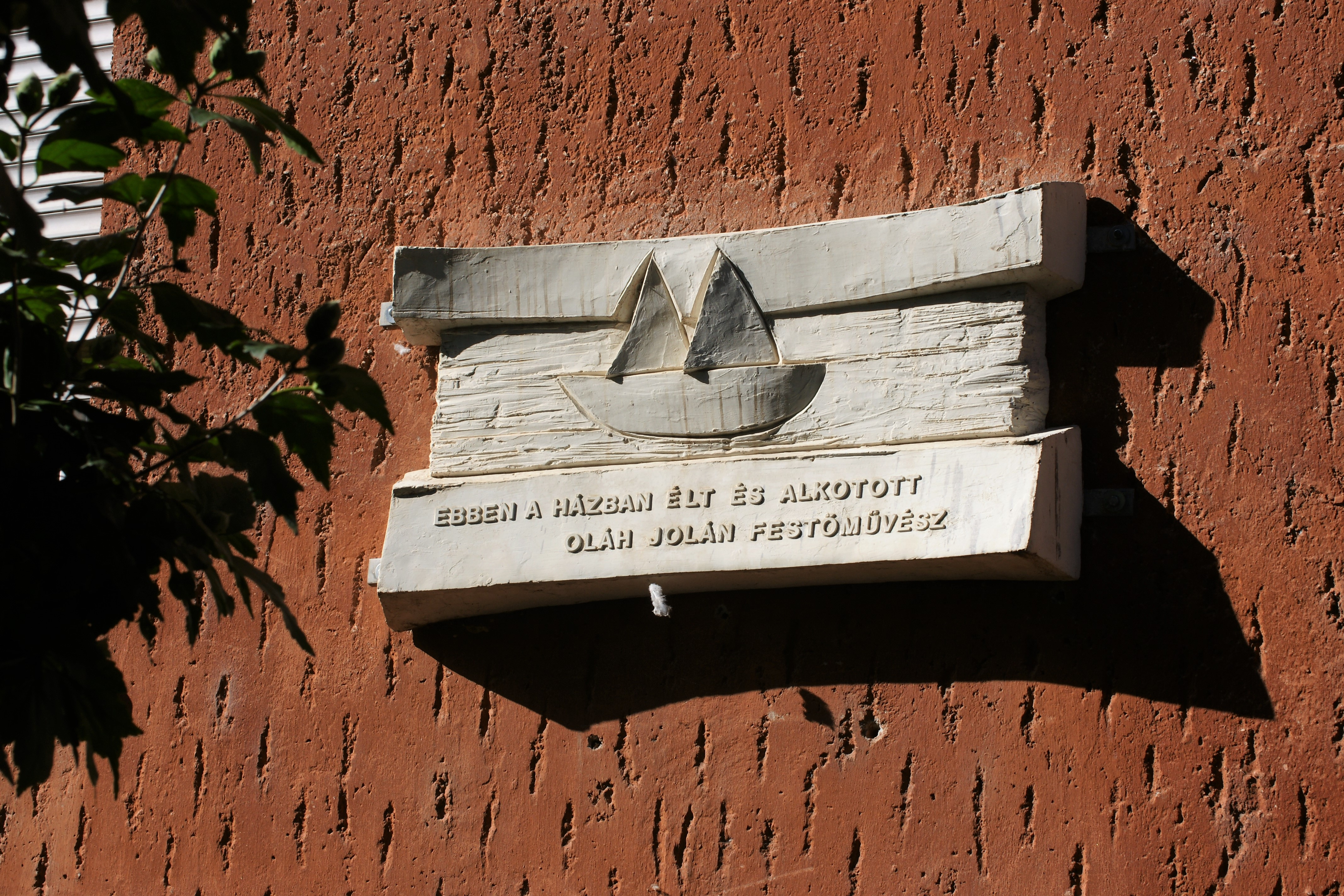
Oláh Jolán Emléktáblája Salgótarjánban

Oláh Jolán roma festőművész emléktáblája, egykori lakhelyének falán, Salgótarjánban, a Rákóczi út 31. szám alatt található. A Romart Alapítvány állíttatta. Az eredeti 80x40 cm-es bronz domborművet az elhelyezés után (2007.03.12.) kevéssel ellopták. Jelenleg egy formájára nézve azonos, égetett szilikát  dombormű van a falra erősítve, amely a művész Tónál című képének egy részletét ábrázolja.